# Dasypoda riftensis
Dasypoda riftensis är en art i insektsordningen steklar som tillhör familjen sommarbin och släktet byxbin.

## Beskrivning
Ett bi med övervägande svart grundfärg, utom på fötterna och bakbenen som är rödorange, och undersidan på antennerna, som är rödaktig. Huvudet har rödaktig päls hos hanen, medan honan har rödaktig päls blandad med vitt på ansiktet, svart för övrigt. Mellankroppens pälsbeklädnad är rödaktig hos båda könen. Som alla byxbin har honan mycket kraftig behåring på bakbenen, (hos denna art röd) som ett hjälpmedel för att samla in pollen. Hos hanen har bakkroppen övervägande rödaktig päls, utom upptill på tergiterna 6 och 7 samt på sternit 5, där pälsen är svart. Bakkanterna på tergiterna 3 till 6 har dessutom vita hårband.
Hos honan har ovandelen av tergit 1 rödaktig päls, medan kanterna är nakna. Tergit 2 till 5 är svartpälsade. Längs bakkanterna av tergit 2 till 4 finns, precis som hos hanen, vita hårband, dock avbrutna på första tergiten, men fullständiga för övrigt. Hanen är omkring 11 mm lång, honan 12 mm.

## Utbredning
Arten har bara studerats i Etiopien.
Släktet Dasypoda har hittills ansetts vara endemiskt för Palearktis, det vill säga bara finnas där. Det här är den första art i släktet som påträffats utanför den regionen.

## Ekologi
Dasypoda riftensis är en ny art, och inte fullständigt studerad ännu. Det är emellertid troligt att den är oligolektisk på korgblommiga växter. De beskrivna individerna påträffades i sädesåkrar belägna nära Acaciaskogar på 1 690 meters höjd, rika på korgblommiga växter.
Som alla byxbin är arten solitär, den har inga kaster som drottningar, arbetare och hanar, utan honan svarar själv för uppfödningen av avkomman. Hon bygger sina bon i gångar som hon själv gräver i sandig mark eller lössjord. Boet utgörs av ett grenat gångsystem, som utgår från en lång centralgång. Sidogångarna avslutas med en eller ett par äggceller. Dessa innehåller ett ägg vardera, och en pollenklump som är avsedd som mat åt larven.